# Aeroflot-Flug A-13
Am 18. August 1973 verunglückte eine Antonow An-24 auf dem innersowjetischen Linienflug Aeroflot-Flug A-13 von Baku nach Schewtschenko kurz nach dem Start, wobei 56 der 64 Insassen starben. Bis zum Flugzeugabsturz bei Sumqayıt im Oktober 1989 war es der schwerste Flugunfall im Gebiet des heutigen Aserbaidschans.

## Flugzeug und Besatzung
Das Flugzeug war eine Antonow An-24B (Luftfahrzeugkennzeichen: CCCP-46435, Werknummer:87304305), die ab dem 15. Mai 1968 bis zum Unfall 7374 Flugstunden und 5502 Flugzyklen absolviert hatte. 
Die Besatzung bestand aus Flugkapitän Nikolai Penteleimowitsch Pantschenko, dem Ersten Offizier Walentin Wikorowitsch Konokotin, dem Flugingenieur Anatoli Wasiljewitsch Scharow und der Flugbegleiterin Tamara Nabigulajewa Kasimagomedowa. 

## Verlauf
Um 18:46 Uhr Moskauer Zeit startete die An-24 mit nordnordwestlichem Kurs (335°), als 5 Sekunden nach dem Abheben auf einer Höhe von 10 m das linke Triebwerk versagte, woraufhin dessen Propeller automatisch in Segelstellung ging. Nach weiteren 29 Sekunden fuhren die Piloten auf 30 m Höhe und bei 230 km/h Geschwindigkeit die Landeklappen ein und leiteten nach sechs weiteren Sekunden eine Linkskurve ein, auf 40 m Höhe und bei 227 km/h. Da die Piloten konstant die Querruder hielten, aber das Seitenruder weniger austraten, kam es zum Seitengleitflug. Beim folgenden Steigflug auf 90–100 m fiel die Geschwindigkeit auf 200 km/h. Die linke Tragflächenspitze durchtrennte daraufhin ein Kabel eines Ölbohrgeländes und riss ab. Danach verlor die An-24 an Höhe und durchtrennte mit der restlichen linken Tragfläche eine am Boden verlaufene Öl-Pipeline. 20 m dahinter grub die Tragfläche eine 19 m lange Furche in den Boden, bevor sie noch eine Pipeline traf. Das Flugzeug setzte wiederum 10 m dahinter mit dem Rumpf auf, wurde wieder in die Luft katapultiert und überquerte eine Grube mit Ölabfällen, bevor der linke Propeller und das Cockpit gegen einen Bohrturm prallten und diesen zum Einsturz brachten. Die An-24 durchtrennte Stromkabel und stürzte kopfüber endgültig in der Nähe der Autobahn nahe beim alten Bakuer Flughafen ab. 
Die Passagiere eines in der Nähe fahrenden Busses trafen als erste am ausbrennenden Wrack ein. Von den Insassen überlebten 6 Passagiere, Kapitän Pantschenko und Flugingenieur Scharow.

## Ursache
Es wurde festgestellt, dass die Turbinenblätter im linken Triebwerk aufgrund von langfristiger Überhitzung (1100 – 1150 °C) versagten. Es existieren zwei Erklärungen dazu:
- 1.: Unterbrechung des Triebwerksstarts wegen eines Problems mit dem Startsystem oder Stromquellen am Flughafen
- 2.: Fehler der verantwortlichen Person unter Berücksichtigung von Problemen von Kontrollsystemen.

Weder durch die visuelle Inspektion der Turbinenblätter noch durch Triebwerkstests hätte die Überhitzung entdeckt werden können. Es gab auch keine Vorrichtung, die einen Startversuch abbricht, sobald eine bestimmte Temperatur überschritten wird. Als das Triebwerk schließlich versagte, hätten die Piloten den Kurs aufs Kaspische Meer halten sollen und dort auf die Mindestsicherheitshöhe steigen sollen. Angesichts der einbrechenden Nacht wollten sie stattdessen über Land bleiben und gerieten durch ihre Linkskurve in ein Gebiet, das den Flughafen Baku-Bina um 90 m überragte. Zudem war die An-24 mit 21.193 kg Startmasse um 193 kg überladen.